# Войтинский, Савелий Осипович
Савелий Осипович (Иосифович) Войтинский (1857, Динабург — 18 июня 1918, Терийоки) — русский математик и педагог. Действительный статский советник (1912).

## Биография
Родился в 1857 году в Динабурге в еврейской учительской семье. В юности жил в Варшаве, где его отец Осип Миронович (Иосиф Иоэл-Меерович) Войтинский работал учителем (умер там же 28 июня 1877 года).
В конце 1870-х годов приехал в Санкт-Петербург, где поступил в Институт инженеров путей сообщения. После окончания института 21 мая 1884 года преподавал математику в Техническом училище при Почтово-телеграфном ведомстве, в Электротехническом института имени Александра III и в Пажеском корпусе.
В середине 1880-х годов, после женитьбы, Савелий Иосифович Войтинский построил в Териоках две большие дачи — «зимнюю» и «летнюю». С конца 1890-х годов, по состоянию здоровья — у него была диагностирована тяжёлая форма диабета — жил на даче в Терийоках постоянно и отсюда ездил на лекции в Электротехнический институт, где с 1891 по 1906 год был профессором кафедры математики. В 1901 году открыл в Терийоках курсы для подготовки абитуриентов к поступлению в высшие технические учебные заведения. По семейному преданию, на участке от «зимней» дачи до Приморского шоссе для учеников были построены небольшие дачи, где они жили на полном пансионе; здесь же размещались и учебные комнаты. В 1901 году на курсах Войтинского учился 18-летний Алексей Толстой (будущий писатель Алексей Николаевич Толстой).
В 1899 году вместе с братом жены, присяжным поверенным Яковом Лазаревичем Берманом, и присяжным поверенным Минаем Соломоновичем Залшупиным основал акционерное общество и приобрёл типографию (бывшая Балашева). Жил с семьёй на Фонтанке, 163.
После ухода в отставку (1906) Войтинский стал преподавать математику в Терийокском реальном училище. В 1915—1917 годах преподавал в Петроградской реальном училище.
Когда в Финляндии, получившей в конце 1917 года независимость, власть перешла к Совету рабочих и солдатских депутатов, Войтинского избрали казначеем Совета рабочих и солдатских депутатов в Терийоки. Но вскоре к власти в Финляндии пришло буржуазное правительство. Войтинский был арестован, жестоко избит в терийокской тюрьме, в июне отпущен и умер 18 июня 1918 года.

## Семья
Женился в 1883 году на Валентине (Вильгельмине) Лазаревне Берман (1859—1929), родившейся в Митаве в учительской семье, которая в начале 1860-х переехала в Петербург, где Валентина Лазаревна окончила Коломенскую женскую гимназию и получила звание домашней учительницы. Её отец Лазарь Яковлевич Берман (1830—1893) был основателем еврейских училищ в Митаве и Санкт-Петербурге, издатель и редактор еженедельника «Русский еврей», брат — Василий Лазаревич Берман — присяжный поверенный и палестинофил.
У Войтинских было четверо детей:
- Иосиф (1884—1943)[12]
- Владимир (1885—1960)
- Надежда (1886—1965)
- Николай (1888—1954)

Внук — писатель Владимир Осипович Богомолов (Войтинский). Племянники — поэт Лазарь Берман, художники Евгений Берман и Леонид Берман.